# Hans-Rudolf Hagemann
Hans-Rudolf Hagemann (* 19. November 1927 in Basel; † 17. November 2018 ebenda) war ein Schweizer Rechtshistoriker und Verleger.

## Leben und Werk
Hans-Rudolf Hagemann studierte von 1947 bis 1951 Rechtswissenschaften an der Universität Basel. In dieser Zeit trat er dem Schweizerischen Zofingerverein bei. Im Jahre 1951 wurde er mit einer Dissertation über die Stellung der Piae Causae (frommen Stiftungen) nach dem Codex Iustinianus promoviert. Im Jahr 1956 folgte seine Habilitation mit der Arbeit „Dingliche Rechtsfiguren im Lichte mittelalterlicher Urkunden“ (unveröffentlicht). Von 1957 bis 1962 wirkte er als Privatdozent für Rechtsgeschichte an der Universität Basel, von 1962 bis 1964 war er ordentlicher Professor für Rechtsgeschichte an der Universität Erlangen. Von 1965 bis zur Emeritierung im Jahr 1991 wirkte er in gleicher Funktion an der Universität Basel.
Daneben war Hagemann Verleger der National-Zeitung und ab 1977 nach deren Fusion mit den Basler Nachrichten der daraus hervorgegangenen Basler Zeitung. 2010 verkauften er und seine Familie ihre Anteile am Medienunternehmen an eine Investorengruppe.
Hagemann starb am 17. November 2018 nach kurzer Krankheit.

## Schriften (Auswahl)
Ein Schriftenverzeichnis erschien in: Theodor Bühler: Hans-Rudolf Hagemann (19.11.1927–17.11.2018). In: Zeitschrift der Savigny-Stiftung für Rechtsgeschichte, Germanistische Abteilung 137, 2020, S. 734–741, hier: S. 739–741.
- Die Stellung der Piae Causae nach Justinianischem Recht. Basel 1953 (Dissertation).
- Bericht an das Schweizerische Komitee des Neuen Savigny über den Einfluss des römischen Rechtes auf das Basler Stadtrecht vom 13. bis zum Anfang des 16. Jahrhunderts. Basel 1960.
- Basler Rechtsleben im Mittelalter. 2 Bände. Basel 1981/1987.
- Aus dem Rechtsleben im alten Basel. Basel 1989.
- Die Rechtsgutachten des Bonifacius Amerbach. (= Basler Rechtskultur zur Zeit des Humanismus. Bd. 1). Basel 1997, ISBN 3-7190-1542-4.
- Die Rechtsgutachten des Basilius Amerbach. (= Basler Rechtskultur zur Zeit des Humanismus. Bd. 2). Basel 2001, ISBN 3-7965-1701-3.
- Vielschichtiges Recht. Zivilrechtspflege im neuzeitlichen Basel. Basel 2009.